# Rissoella ornata
Rissoella ornata is een slakkensoort uit de familie van de Rissoellidae. De wetenschappelijke naam van de soort is voor het eerst geldig gepubliceerd in 1995 door Simone.